# Ψ̑
Cette page contient des caractères spéciaux ou non latins. S’ils s’affichent mal (▯, ?, etc.), consultez la page d’aide Unicode.
Le psi brève inversée, ψ̑, est une lettre grecque additionnelle utilisée dans l’écriture de certains dialectes du grec moderne.

## Utilisation
Certains auteurs utilisent le psi brève inversée ‹ ψ̑ › pour représenter une consonne affriquée labio-palatale sourde [pʃ].

## Représentations informatiques
Le psi brève inversée peut être représente avec les caractères Unicode suivants (grec et copte, diacritiques):
| formes    | représentations | chaînes de caractères | points de code | descriptions                                            |
| --------- | --------------- | --------------------- | -------------- | ------------------------------------------------------- |
| capitale  | Ψ̑               | Ψ◌̑                    | U+03A8 U+0311  | lettre majuscule grecque psi diacritique brève inversée |
| minuscule | ψ̑               | ψ◌̑                    | U+03C8 U+0311  | lettre minuscule grecque psi diacritique brève inversée |